# Троицкое сельское поселение (Лискинский район)
Троицкое сельское поселение — муниципальное образование в Лискинском районе Воронежской области.
Административный центр — село Троицкое.

## География
Троицкое сельское поселение расположено в северной части Лискинского муниципального района.
Граничит: на севере — с Бодеевским сельским поселением, на востоке — с Высокинским сельским поселением, на юге — с Копанищенским сельским поселением, на западе — с Острогожским муниципальным районом.

## Население
| 2010  | 2012  | 2013  | 2014  | 2015  | 2016  | 2017  |
| ----- | ----- | ----- | ----- | ----- | ----- | ----- |
| 1203  | ↘1152 | ↘1125 | ↘1096 | ↘1089 | ↘1076 | ↘1038 |
| 2018  |       |       |       |       |       |       |
| ↘1019 |       |       |       |       |       |       |

## Населённые пункты
В состав поселения входит один населенный пункт: село Троицкое.